# Stereos
Stereos est un groupe de pop rock canadien, originaire d'Edmonton, en Alberta. Ils signent avec Universal Music Canada, et se séparent en 2012.

## Biographie

### Stereos
Le groupe se forme deux ans avant son apparition à l'émission disBAND en 2008 sous le nom de Stand By Me. Après avoir rencontre le gourou de disBAND, Greig Nori, Stand By Me change de nom pour éviter des problèmes de droits d'auteur. Turn It Up est choisi. Plus tard, pour jouer à Toronto, Ontario, l'A&R d'Universal Music Canada Mark Spicoluk conseille le groupe de changer de nom à nouveau, et ils changent pour Stereos. Après plusieurs accords des juges de disBand, Stereos est signé par Universal Music Canada et jugé par Gene Simmons,.
Le 4 juin, leur clip Summer Girl débute au MuchMusic Countdown. Le single se classe 2e du Canadian Hot 100. Summer Girl se vend à 120 000 exemplaires au Canada et est certifié double-disque de platine par la CRIA.

### Uncontrollableet fin
Stereos tourne au Canada en mars et avril 2010 au The Show Must Go...On The Road Tour du groupe Hedley. Hedley annonce la tournée en soutien à l'album The Show Must Go publié le 27 novembre 2009. « Fefe Dobson et les Stereos feront partie de la tournée, et Faber Drive et Boys Like Girls se joindront à quelques dates ». En mars 2010, le groupe est nommé à deux reprises d'un Juno Award.
Leur deuxième album, Uncontrollable, est publié le 14 décembre 2010,. Le groupe se sépare le 12 mars 2012 d'un commun accord.